# Guillermo de Laá y Rute
Guillermo de Laá y Rute (Málaga, 1 de enero de 1839 – Madrid, 4 de marzo de 1906) fue un político y alto funcionario español que desempeñó cargos relevantes en la península y en las colonias de Cuba y Puerto Rico durante la segunda mitad del siglo XIX. Militante del Partido Liberal, mantuvo una relación estrecha con Práxedes Mateo Sagasta y ocupó puestos de gobernación y administración de alto nivel.  

## Biografía
Inició su carrera en el Ministerio de la Gobernación por Real Orden de 12 de octubre de 1856.
El 13 de agosto de 1865 fue nombrado jefe de negociado de segunda clase en Puerto Rico y recibió la Cruz de Beneficencia por su intervención durante la epidemia de cólera en Valencia.
Permaneció en Puerto Rico hasta 1869, alcanzando la categoría de jefe de administración de segunda clase y siendo distinguido con la Orden de Carlos III el 12 de mayo de 1869.
En 1870 fue destinado a Cuba como administrador de Hacienda Pública de La Habana, donde permaneció hasta 1873, siendo galardonado con la medalla de Cuba.
Por real decreto de 15 de febrero de 1881 fue nombrado gobernador civil de Guipúzcoa, desempeñando posteriormente los cargos de gobernador civil en Burgos (1882), La Coruña (1883), Gerona (1885), Cádiz (1892-1894) y Sevilla (1897).
Fue también oficial mayor del Ministerio de la Gobernación, siendo cesante en 1895 y recuperando el cargo en 1901.
Durante los años 1861 a 1863 fundó y dirigió el periódico La Voz de la Caridad, órgano oficial de la Dirección General de Beneficencia, donde colaboraron personalidades como Concepción Arenal. Posteriormente fue director del Boletín General del Ministerio de la Gobernación.
La familia de Laá y Rute mantiene una línea genealógica que llega hasta la actual rama de Laá Artacho, respetando la continuidad histórica de la familia.

### Relación con Práxedes Mateo Sagasta
Guillermo de Laá y Rute mantuvo una relación política cercana con Práxedes Mateo Sagasta, presidente del Consejo de Ministros, tanto en la península como en el marco colonial. Se le considera uno de los funcionarios de confianza del partido liberal durante la Restauración, participando en la ejecución de políticas de gobernación civil y administración en provincias clave y territorios de ultramar.

## Familia y hermanos
Guillermo de Laá y Rute pertenecía a una familia con fuerte tradición en la administración pública y la política durante el siglo XIX. Sus hermanos también ocuparon cargos de relevancia:
- Román de Laá y Rute: político y funcionario público, militante del Partido Liberal y cercano a Práxedes Mateo Sagasta. Fue diputado por la circunscripción de Málaga en los distritos de Torrox (1881–1884) y Málaga (1886–1890) y gobernador civil de Islas Baleares (1898–1899). También fue director de El Cronista Industrial y recibió la Encomienda de Carlos III.[10]
- Luis de Laá y Rute: fiel cargazón del Puerto de Málaga, posición de responsabilidad en la administración portuaria. Casado con María Dolores Giner de la Fuente.[11]
- Rafael de Laá y Rute: cajero del ramo de Marina, contribuyendo a la gestión financiera del Ministerio de Marina.[12]

## Reconocimientos y condecoraciones
- Cruz de primera clase de Beneficencia (1865)
- Encomienda de Carlos III (1869)
- Medalla de Cuba (1872)
- Oficial de Instrucción Pública de Francia (1879)
- Comendador de Francisco José de Austria (1880)
- Gran Cruz de Isabel la Católica (1886)
- Placa de honor de la Cruz Roja (1894)

## Galería

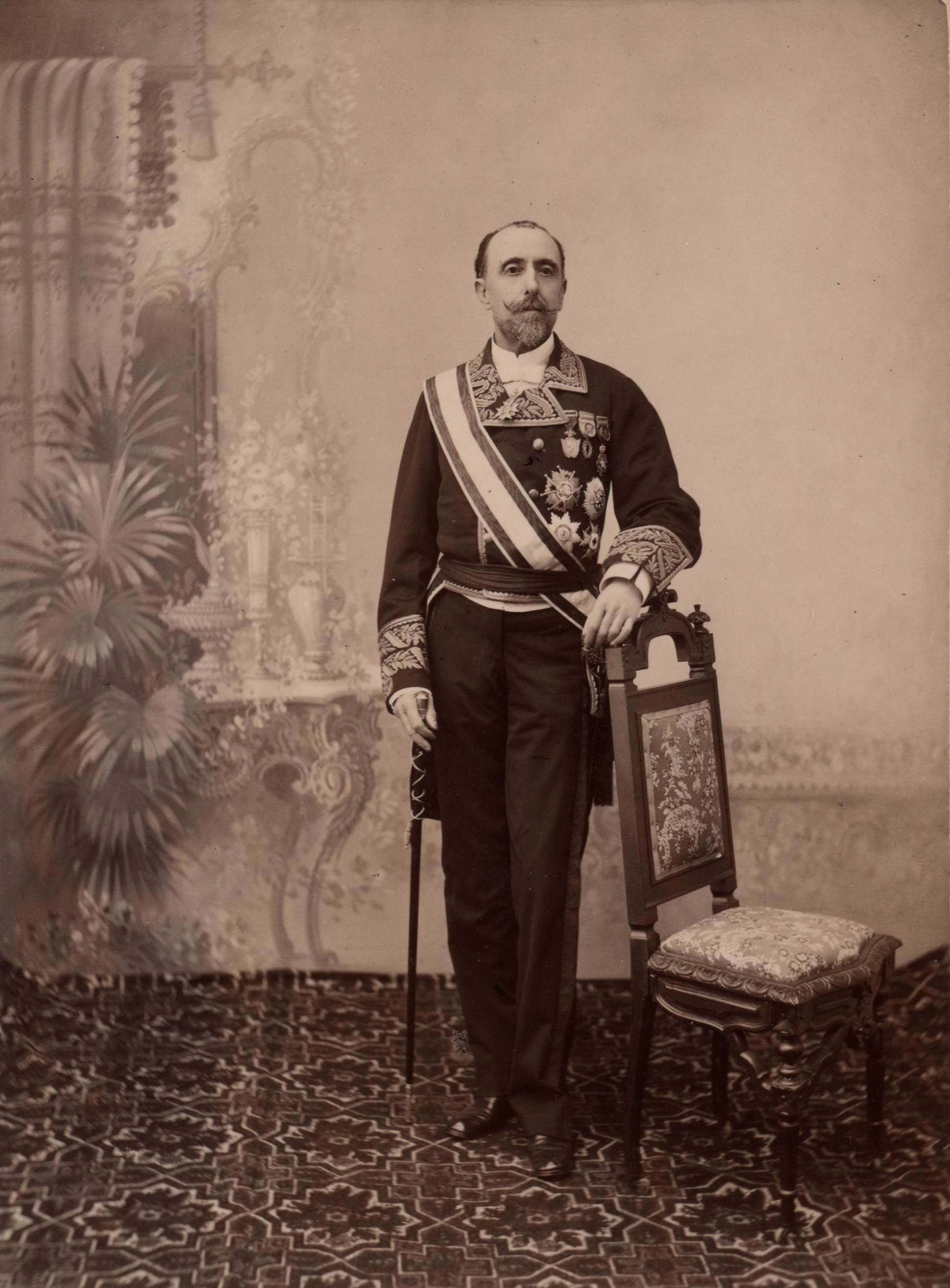
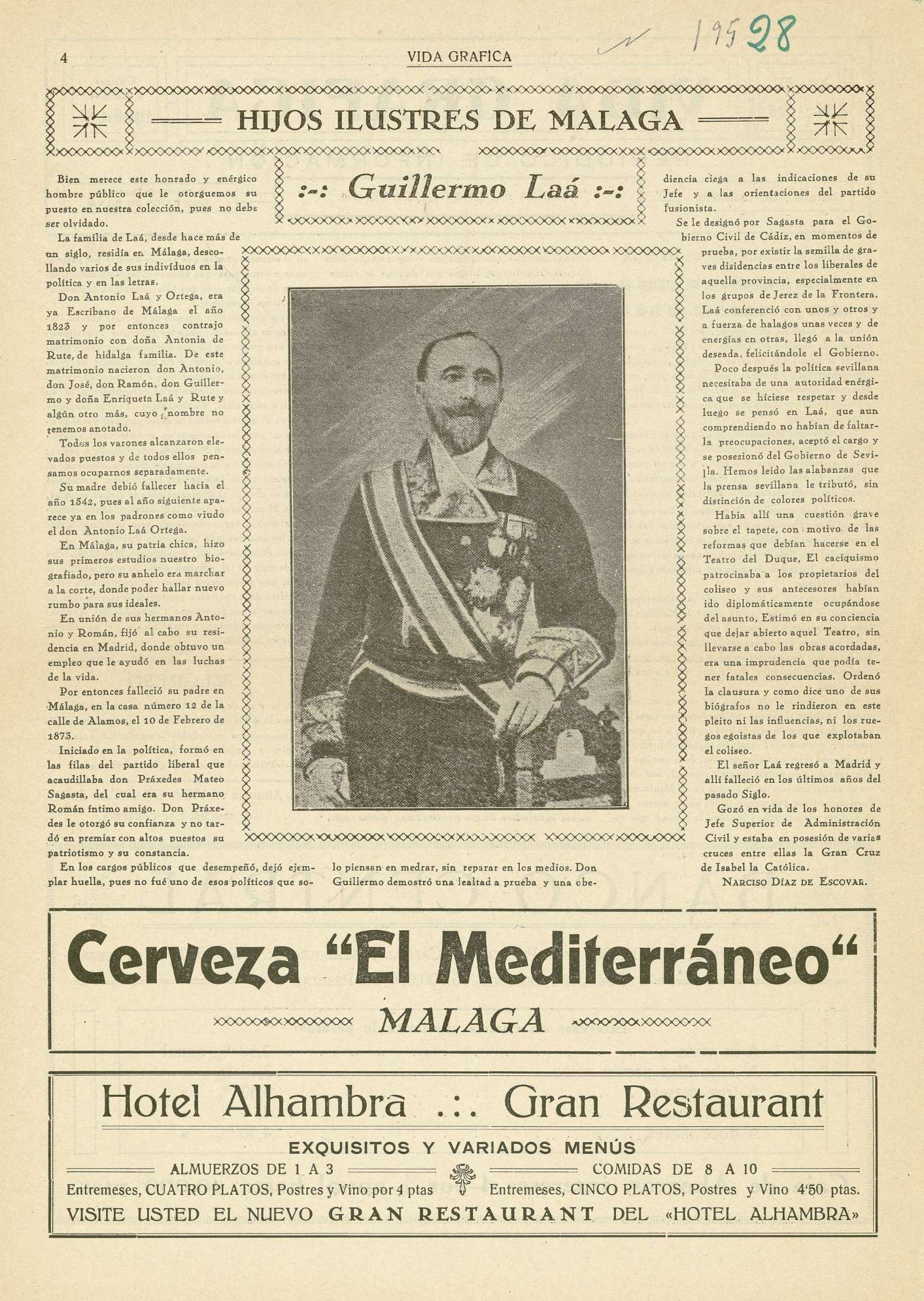
Reportaje en Vida Gráfica (Málaga)
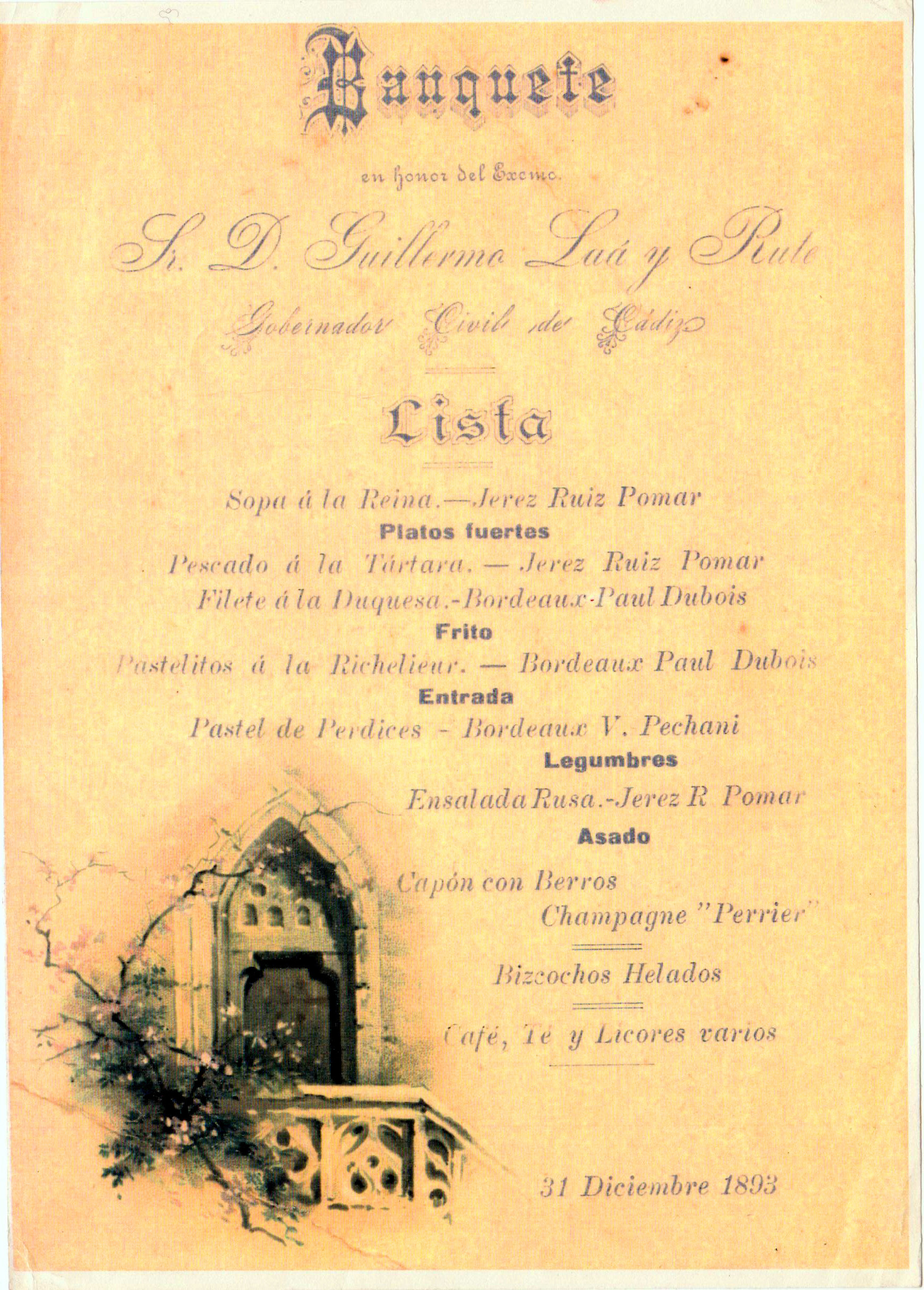
Banquete homenaje en Cádiz
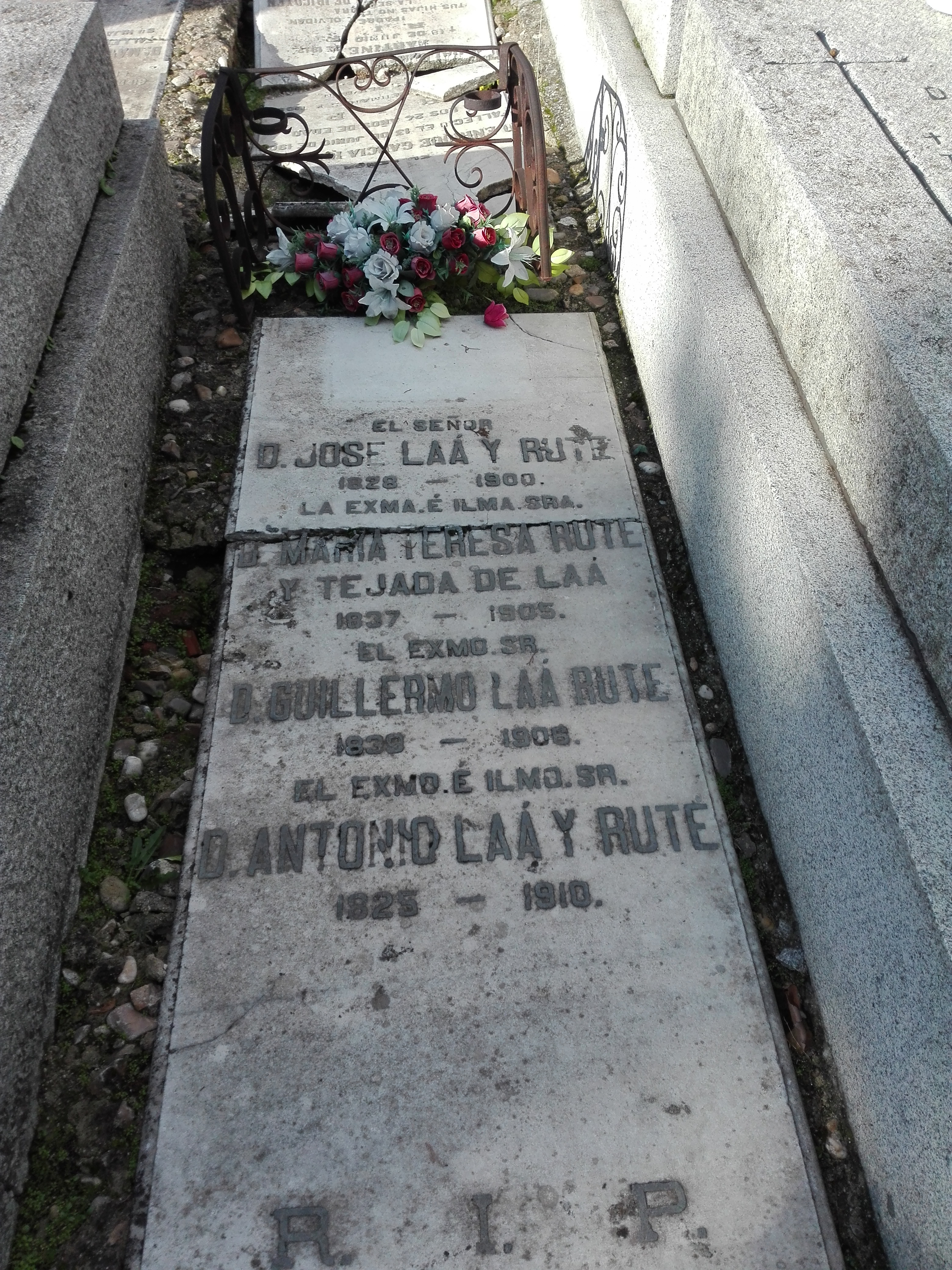
Lápida familiar en Madrid
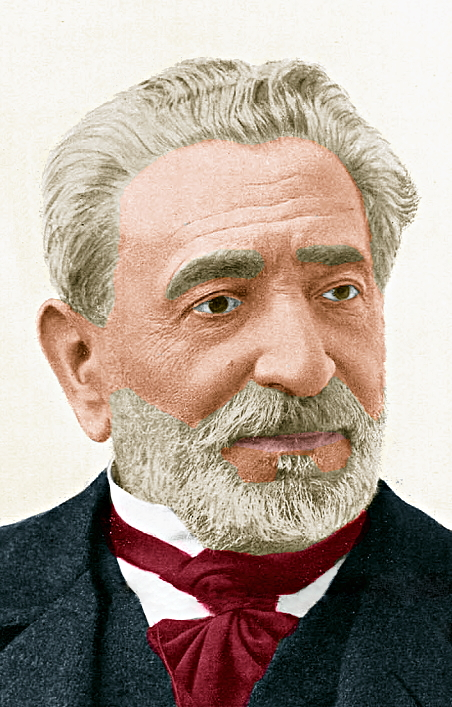
Sagasta, presidente del Consejo de Ministros
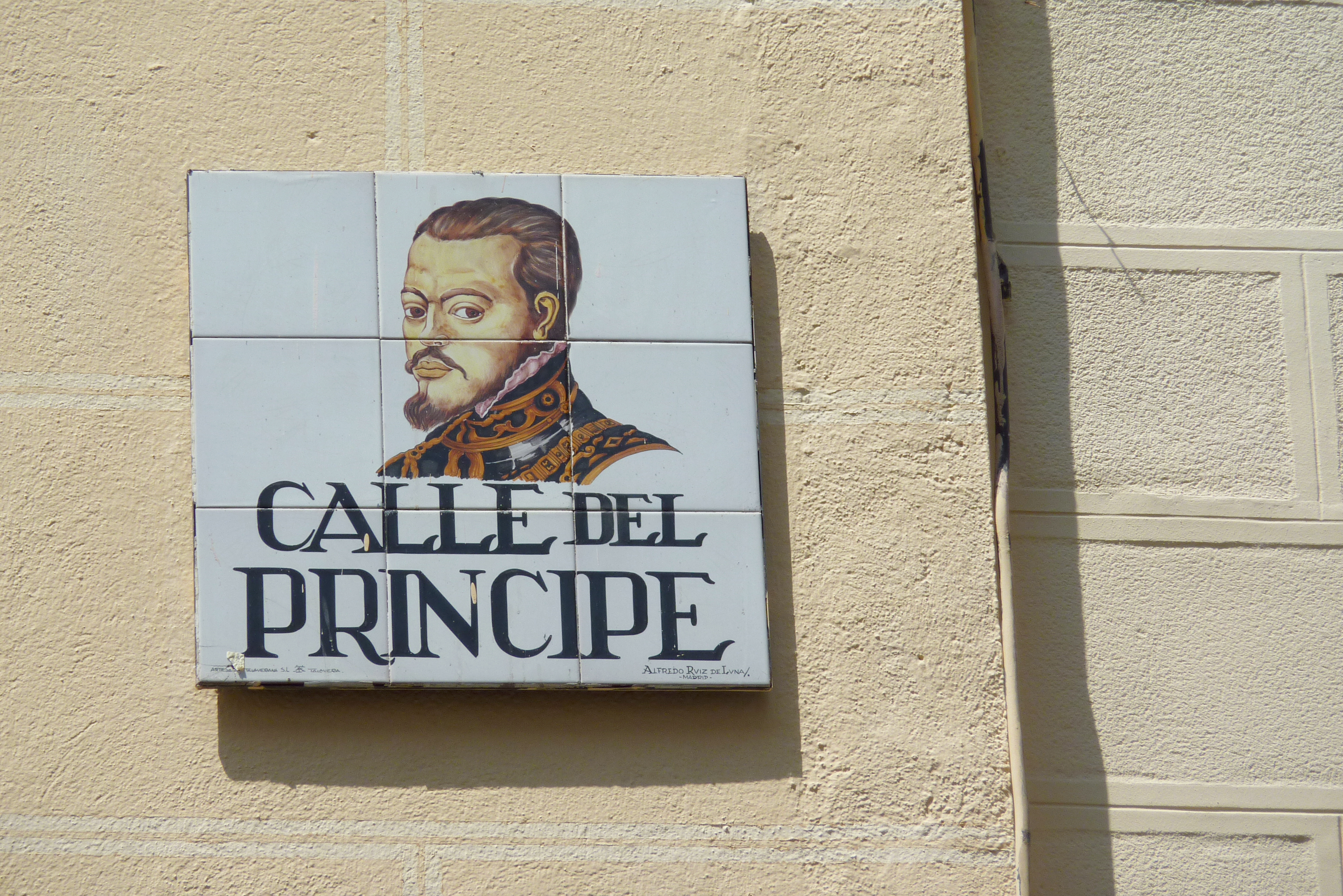
Domicilio en la calle del Príncipe (Madrid)